# 천체력
천체력(天體曆, 그리스어로 "일기", "일지"를 뜻하는 단어 에페메리스(ἐφημερίς)에서 파생된 ephemeris)는 특정 시간이나 기간에 하늘에 있는 천체의 위치가 수록된 표이다. 천문학에서는 여러 종류의 천문력들이 사용된다. 오늘날, 그러한 표들의 계산은 전산으로 이루어지며, 천체력은 그것을 통해 인쇄된 표이다.
천문학자에게 그 위치는 구면좌표계의 적경과 적위로 알려진다.
또한, 천체력은 점성가들과 천문학자들이 관심을 두고 있는 식과 겉보기 역행 운동, 행성의 정거, 행성의 입장, 항성시, 평균 및 실제의 달의 교점, 달의 위상 그리고 때때로 소행성과 왜행성의 위치와 같은 천문 현상에 대한 기록을 제공할 수도 있다.

## 역사

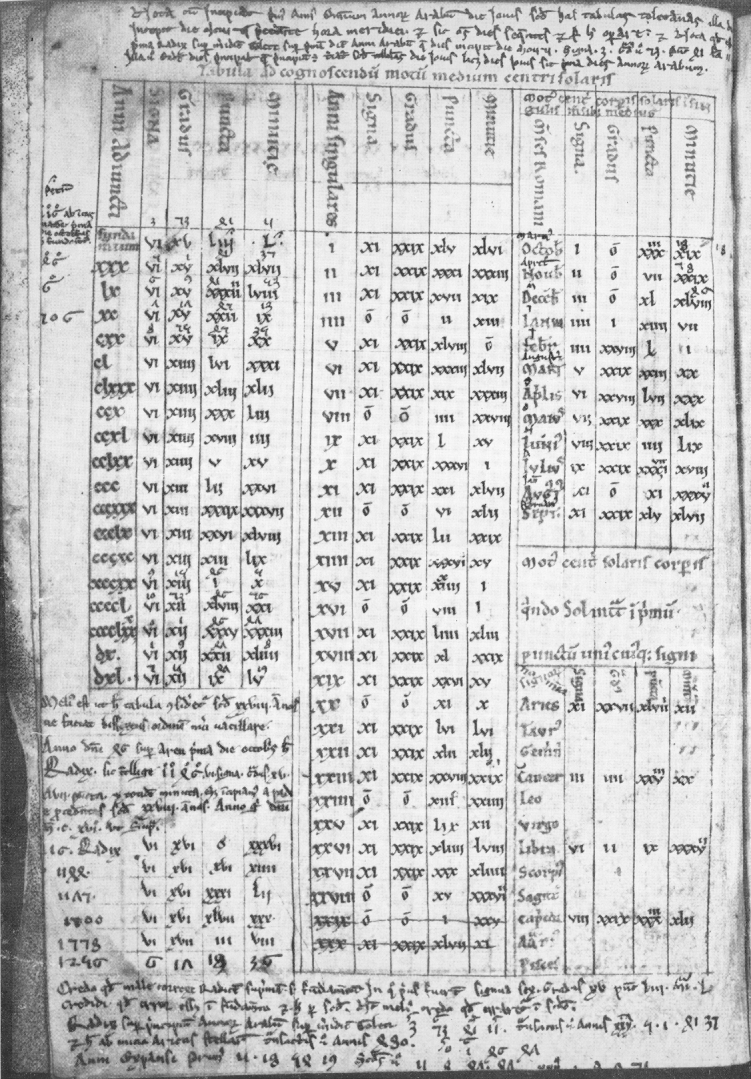
코르푸스 크리스티 칼리지에 있는 알크와리즈미의 지즈의 한 라틴어 번역본

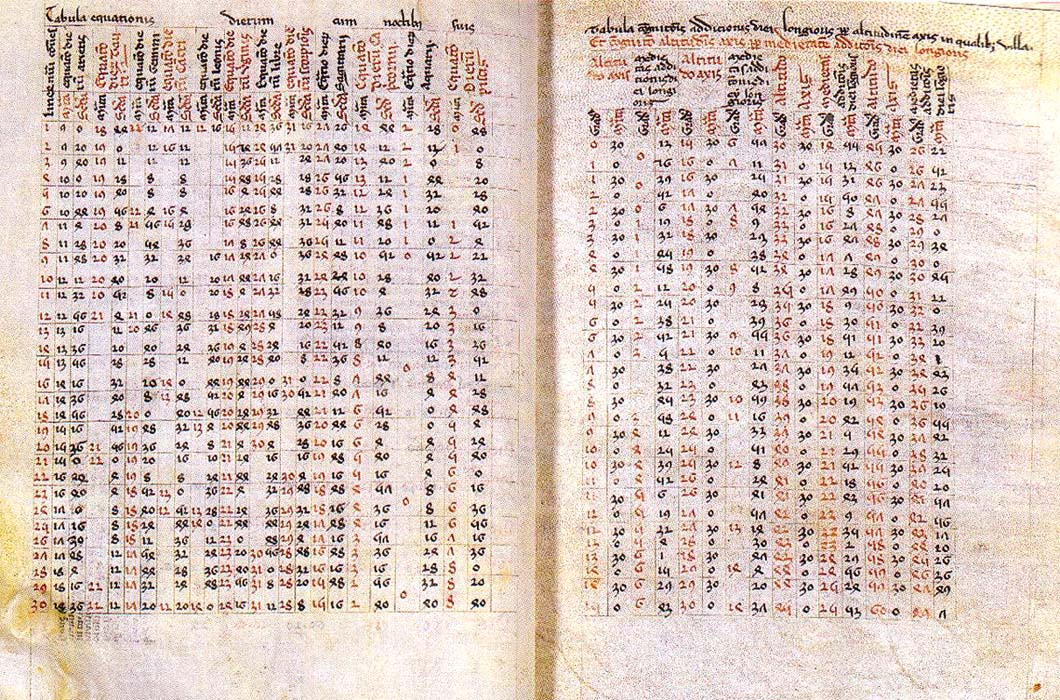
알폰소표

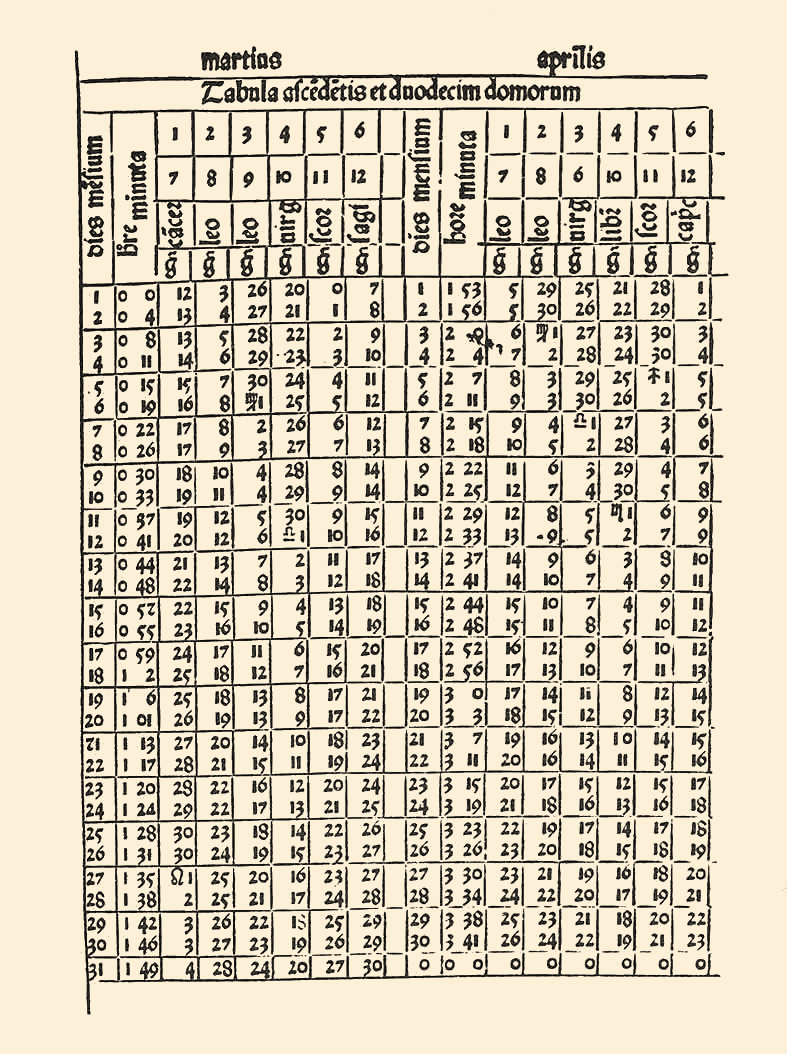
《천측력(Almanach Perpetuum)》의 한 쪽

- 기원전 제2천년기: 인도 천문학의 베다 시대의 조티샤에 근거하는 판창가표.[출처 필요].

- 기원전 제1천년기: 바빌로니아 천문학의 천체력.

- 2세기: 프톨레마이오스의 《알마게스트》와 간단 천체표.

- 8세기: 아브라힘 알파자리의 지즈.

- 9세기: 무하마드 이븐 무사 알콰리즈미의 지즈.

- 12세기: 주로 이슬람 천문학의 아랍어 지즈 문헌들에 근거하는 톨레도 표가 크레모나의 제라르드에 의해 편집되어 알폰소표 때까지 유럽의 표준 천문력이 되었다.

- 13세기: 페르시아의 마라게 천문대에서 《지즈이 일카니》 또는 일카니표가 편찬되었다.

- 13세기: 스페인에서 톨레도 표의 오류를 보정한 《알폰소 표》가 편찬되어 프로이센표가 나올 때까지 거의 300년 동안 유럽의 표준 천문력이 되었다.

- 1408년: 중국의 천체표.(영국 케임브리지의 피피시언 도서관에 1343번 서적으로 그것의 사본이 보관되어 있다. 레기오몬타누스에게 그 천체표가 알려졌다고 인정된다.)

- 1496년: 아브라오 벤 사무엘 자쿠토의 《천측력》.(포르투갈에서 가동 활자와 인쇄기로 출판된 최초의 서적들 가운데 하나이다.)

- 1504년: 크리스토퍼 콜럼버스가 자메이카 섬에 난파되었을 때, 독일의 천문학자 레기오몬타누스의 천체력을 사용하여, 원주민들에게 월식을 예언해 주었다.

- 1551년: 코페르니쿠스의 이론에 근거하여 에라스무스 레인홀드의 프로이센 표가 출판되었다.

- 1554년: 요한네스 스타디우스가 출판한 《신개정 천문력(Ephemerides novae at aucta)》은 코페르니쿠스의 태양중심설에 따라, 프로이센표에서 비롯된 매개변수들을 사용하여 계산된 최초의 주요 천체력이다. 코페르니쿠스의 이론이 행성의 겉보기 위치를 계산하는 문제에 대한 충분한 해결책을 제공했음에도 불구하고, (그리고 동시심을 배제하고 겉보기 역행 운동을 충분히 설명할 수 있었음에도) 그것은 여전히 주전원을 사용하여 수성의 위치가 10도까지 오차가 생기는 등의 부정확성을 야기했다

- 1627년: 행성의 타원 궤도에 근거한 요하네스 케플러의《루돌프 표》가 새로운 표준이 되었다.

## 과학적 천체력
과학적 사용에 있어서, 현대의 천체력은 사용자가 원하는 특정 시간에 대한 행성과 위성, 소행성, 혜성의 위치를 알려주는 소프트웨어로 만들어진다.
천체 역학의 분야가 여러 정확한 이론들을 발전시켜오고 있기 때문에, 그러한 천문력 소프트웨어는 여러 나라와 과거와 미래를 포괄한다. 그럼에도 불구하고, 천문력에 충분히 반영되지 못하는 영년 변화가 있다. 무수한 소행성들의 대부분이 질량과 궤도가 잘 알려지지 않았고 영향력 또한 분명치 않은데, 그것들의 섭동에 의해서도 행성의 위치의 엄청난 불확실성이 야기된다. 새로운 관측 자료들이 계속해서 생겨나므로, 제트 추진 연구소는 20년 간격으로 천문력을 개정해서 출판해오고 있다.
우주선의 항행에 있어서 그리고 행성들과 그것들의 천연 위성들, 항성들 그리고 은하들에 대한 모든 종류의 우주 관측에 있어서 태양계의 천체력은 필수이다.
천문 관측자들을 위한 과학적 천문력은 대부분 천체의 위치를 적경과 적위로 표시한다. 왜냐하면, 그 좌표계는 별자리표와 망원경에서 가장 빈번하게 사용되기 때문이다. 천구 좌표계의 분점 또한 반드시 표시되어야 한다. 거의 모든 경우에, 그것은 (현재나 올해에 유효한) 실제 분점이거나, 일반적으로 J2000.0, B1950.0 또는 J1900인 "표준" 분점들 가운데 하나이다. 대부분의 별자리표는 언제나 표준 분점들 가운데 하나를 사용한다.
과학적 천체력은 태양과 달, 행성 ,소행성, 왜행성, 혜성 그리고 태양계 너머의 천체의 위치 뿐만 아니라, 종종 그것들의 이각과 광도, 거리, 속도, 겉보기 직경과 위상각 그리고 출현과 통과 및 저묾의 시간 등과 같은 더 유용한 자료들을 더 많이 포함한다. 토성의 천체력은 때때로 그것의 고리의 겉보기 기울기를 포함한다.
일반적으로, 천문력은 지구상에서의 특정 위치에서만 정확하다. 여러 경우, 그 오차는 문제삼기에 크지 않지만, 소행성이나 달에서 측정된다면, 매우 커질 수 있다.
범지구위치결정시스템(GPS) 항행 위성이 정확한 천체의 위치와 상태를 포함하는 천문력 자료에 대한 전자 신호를 전송하며, 그리고 나서, GPS 송신기가 삼변측량술을 사용하여, (신호의 이동 및 경과 시간도 고려하여) 지구의 특정 위치에 대한 그것들의 위치를 계산한다.
최근에 만들어진 다른 현대 천문력으로는 러시아 과학원 응용 천문학 연구소의 EPM과 프랑스 국립천문관측소(IMCCE)의 INPOP가 있다.

## 같이 보기
- 천문력(새로운 이름)
- 미국 천체력 및 항해력(과거의 이름)
- 역표시
- 역기점
- 기원
- 1월 0일 또는 3월 0일
- 제트 추진 연구소 개발 천체력
- 기본 천체력
- 연감

## 참고 문헌
- Duffett-Smith, Peter (1990). 《Astronomy With Your Personal Computer》. Cambridge University Press. ISBN 0-521-38995-X.
- MacCraig, Hugh (1949). 《The 200 Year Ephemeris》. Macoy Publishing Company.
- Meeus, Jean (1991). 《Astronomical Algorithms》. Willmann-Bell. ISBN 0-943396-35-2.
- Michelsen, Neil F. (1990). 《Tables of Planetary Phenomena》. ACS Publications, Inc. ISBN 0-935127-08-9.
- Michelsen, Neil F. (1982). 《The American Ephemeris for the 21st Century - 2001 to 2100 at Midnight》. Astro Computing Services. ISBN 0-917086-50-3.
- Montenbruck, Oliver (1989). 《Practical Ephemeris Calculations》. Springer-Verlag. ISBN 0-387-50704-3.
- Seidelmann, Kenneth (2006). 《Explanatory supplement to the astronomical almanac》. University Science Books. ISBN 1-891389-45-9.